# 卡內恩冰川
74°41′S 162°54′E / 74.683°S 162.900°E
卡內恩冰川（英語：Carnein Glacier）是南極洲的冰川，位於維多利亞地的斯科特海岸，流經艾森豪山脈東南端，美國地質調查局根據測量和該國海軍的空中照片繪入地圖，以冰川學家命名。